# Пісняр-лісовик південний
Пісняр-лісовик південний (Setophaga graciae) — вид горобцеподібних птахів родини піснярових (Parulidae). Поширений у Північній Америці.

## Назва
Птах був виявлений у Скелястих горах у 1864 році істориком, орнітологом і письменником Елліотом Куесом. Куес назвав птаха на честь своєї сестри Грейс Дарлінг Куес. У 1865 році Спенсер Фуллертон Бейрд науково описав птаха та зберіг назву.

## Поширення

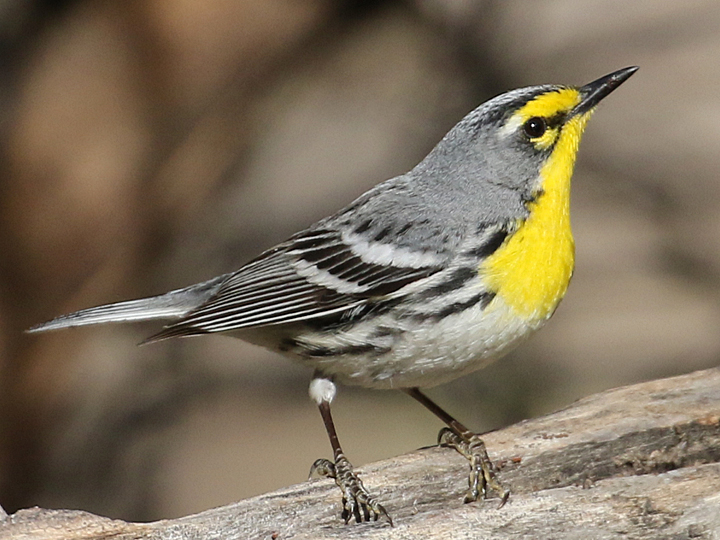
Setophaga graciae

Вид розмножується від південного заходу Сполучених Штатів до Нікарагуа. Зимує на півдні свого гніздового ареалу, південніше від північно-східного Сіналоа та північно-західного південного Дуранго. Мешкає в соснових лісах, на північному кінці свого ареалу (у південній Неваді та Юті і на південному заході Колорадо) трапляється в смереково-ялицевих лісах.

## Опис
Невеликий птах, завдовжки 11–13 см. Здебільшого він сірий зверху, з ламаними чорними смугами на спині та боках і двома білими смугами на крилах. Горло і груди яскраво-жовті, а решта нижньої частини тіла біла. Він має жовте напівочне кільце під оком і довгу жовту надбрівну смугу, яка починається біля основи дзьоба і проходить над оком, тяжіючи до білого кольору, коли вона проходить повз око.